# Comarna
Comarna è un comune della Romania di 4 678 abitanti, ubicato nel distretto di Iași, nella regione storica della Moldavia.
Il comune è formato dall'unione di 4 villaggi: Comarna, Curagău, Osoi, Stânca.
La sede comunale si trova nell'abitato di Osoi.